# Sigrid Braam
Sigrid Braam is een Nederlands pastor, theoloog en theatermaker.

## Levensloop

### Opleiding
Braam ging naar het vwo aan het Cals College in Nieuwegein en bezocht vervolgens de Hogeschool voor de Kunsten in Utrecht waar ze in 2017 afstudeerde. Hierna studeerde zij nog theologie aan de Vrije Universiteit Amsterdam en de Protestantse Theologische Universiteit.

### Carrière
Braam begon in 2012 met acteren. Ze speelde toen in de voorstellingen Shame-less en Let the reason be love bij Theatergroep DOX. Hierna werd zij theaterdocent aan SHINE Houten en werkte vervolgens als zelfstandig theatermaker, performer en docent. Ze regisseert ook musicals, kindervoorstellingen en geeft workshops op het gebied van spiritualiteit. Daarnaast is ze ook werkzaam bij de Protestantse Gemeente Houten waar ze scènes maakt voor erediensten. Ze is tevens actief bij de christelijke dans- en theatergemeenschap De 7evende hemel en is danseres bij Stichting AVIV Dance Company.